# Murianette
Murianette – miejscowość i gmina we Francji, w regionie Owernia-Rodan-Alpy, w departamencie Isère.
Według danych na rok 1990 gminę zamieszkiwały 542 osoby, a gęstość zaludnienia wynosiła 89 osób/km² (wśród 2880 gmin regionu Rodan-Alpy Murianette plasuje się na 1107. miejscu pod względem liczby ludności, natomiast pod względem powierzchni na miejscu 1429.).
Przez gminę przepływa rzeka Isère. 